# Analogion

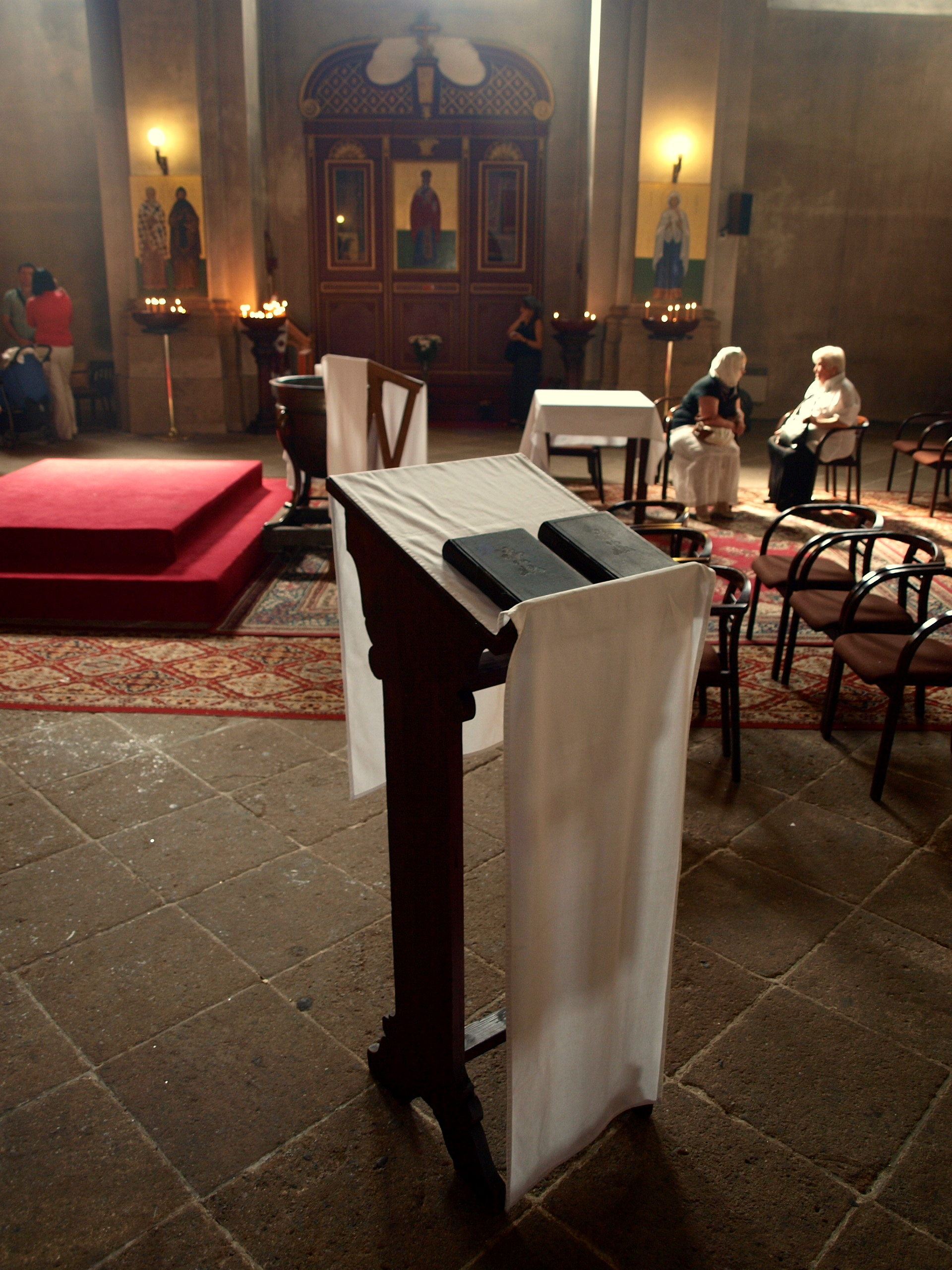
Analoj v pražském pravoslavném chrámu sv. Cyrila a Metoděje

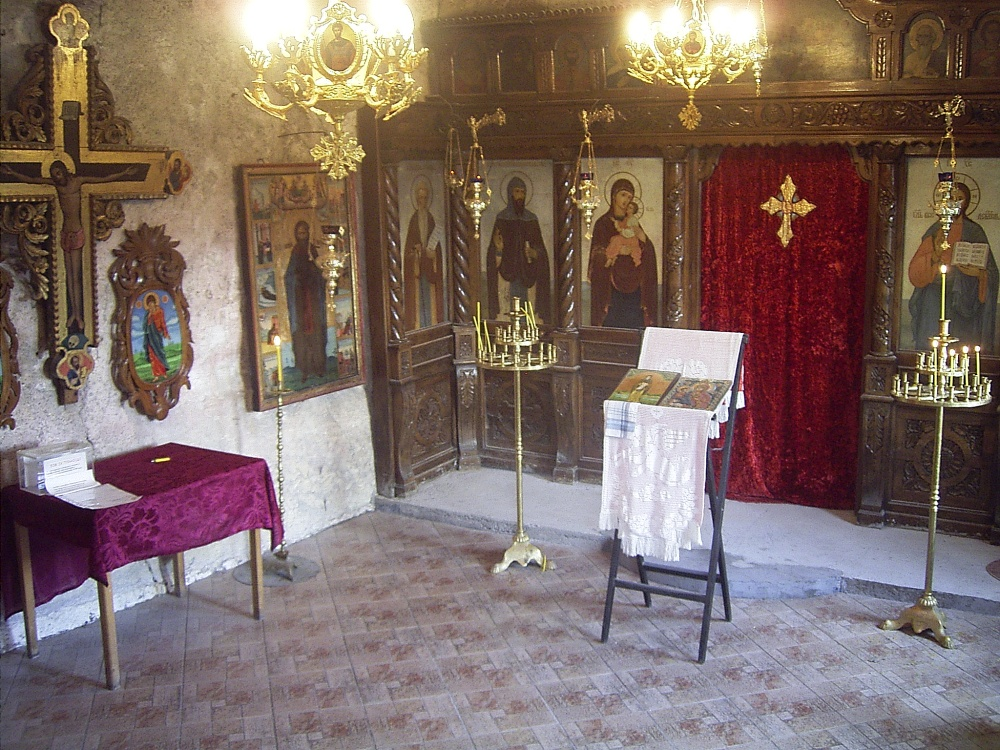
Analogion v bulharském chrámu

Analogion (řecky ἀναλογέιον, ἀναλόγιον — подставка для книг) je vysoká, čtyřboká, pravoúhlá, stolička se šikmo zkosenou horní stranou. S analogionem se lze setkat především v pravoslavném chrámě a pokládají se na něj liturgické knihy nebo svaté obrazy (ikony) při liturgii.
V Rusku se ustálil zkomolený název z řeckého originálu «analoj» (aналóй) nebo «analogij» (аналогий).
Některé analogiony bývají skládací.
Analoj může sloužit k více účelům:
1. Jeden analoj stojí proti každému oltáři před ikonostasem. Na něj se pokládá odpovídající sváteční ikona, nebo ikona, podle zasvěcení přídělku. Při výkonu tajiny myropomazání v průběhu bohoslužby na analoji leží buď sváteční ikona, nebo některé z Evangelií.
2. Někdy bývá další analoj umístěn na kůru ke čtení žalmů pro předčítače.
3. Třetím posláním analoje je vykonání svátosti zpovědi. V tom případě se analogion pokrývá řízou, na niž se pokládá kříž a Evangelium.
4. Někdy se analogion používá ke čtení diákona Evangelií.